# Zacharkino (obwód samarski)
Zacharkino (ros. Захаркино) – wieś (sieło) w Rosji, w obwodzie samarskim, w rejonie siergijewskim. W 2010 liczyła 563 mieszkańców.